# Lex priori specialis derogat legi posteriori generali
Lex priori specialis derogat legi posteriori generali – reguła kolizyjna II stopnia znajdująca zastosowanie w przypadku kolizji reguły lex posterior derogat legi priori z regułą lex specialis derogat legi generali. Mówi ona, że norma prawna szczególna wcześniejsza znajduje zastosowanie przed normą ogólną późniejszą.
Reguła lex priori specialis derogat legi posteriori generali nie jest jednak uznawana za sztywną i w praktyce dopuszcza się możliwość czynienia od niej odstępstw. Za tymi ostatnimi może przemówić zwłaszcza to, co było celem normy powstałej później – tj. czy celem tym było zachowanie w mocy sprzecznych z tą normą dotychczasowych norm bardziej od niej szczegółowych, czy też pozbawienie takich norm obowiązywania